# Granito normale
Nel granito normale il feldspato è costituito da una pertite ortoclasico-albitica, oppure i due feldspati possono essere presenti in cristalli separati.
Nel primo caso si tratta di graniti formati per rapido raffreddamento di un magma intruso in livelli superiori della crosta terrestre, nei quali è cristallizzato originariamente un feldspato potassico contenente notevole quantità di sodio, per la vicarianza o sostituzione tra sodio e potassio esistente nel reticolo dei feldspati stabili ad alta temperatura; lo smescolamento tra il feldspato potassico e il feldspato sodico, solo in parte solubili fra loro a temperature inferiori, ha avuto luogo rapidamente formando appunto la pertite.
I graniti a due feldspati invece provengono da magmi raffreddati più lentamente, e lo smescolamento tra i due feldspati è avvenuto gradualmente, con la formazione di cristalli separati. Il feldspato potassico è generalmente ortoclasio, ma in alcuni graniti è presente il microclino. Il feldspato sodico non è di solito un'albite pura, ma contiene piccola quantità di calcio (oligoclasio); per questo motivo i graniti normali sono anche chiamati alcali-calcici.
In questi graniti il quarzo, in plaghe allotriomorfe, contiene spesso minuti aghi di rutilo, forse mescolati a bassa temperatura da un'originaria soluzione solida SiO2-TiO2. Inoltre è ricco di minute cavità, riempite di solito da un liquido (essenzialmente acqua) e contenenti una bollicina gassosa mobile. Si tratta di fluidi magmatici racchiusi nel quarzo al momento della sua cristallizzazione.

## Varietà
Varietà di una certa rilevanza di questo tipo di granito sono le leucograniti e il granito charnockitico.